# کاربونارا اسکریویا
کاربونارا اسکریویا (به ایتالیایی: Carbonara Scrivia) یک کومونه در ایتالیا است که در استان آلساندریا واقع شده‌است.

## خصوصیات
کاربونارا اسکریویا ۵٫۰ کیلومترمربع مساحت و ۱٬۰۷۴ نفر جمعیت دارد و ۱۷۷ متر بالاتر از سطح دریا واقع شده‌است.